# Rifugio Franco Allavena
Il Rifugio Franco Allavena è il più alto rifugio della Liguria aperto tutto l'anno, di proprietà di Regione Liguria in concessione al CAI di Bordighera situato in località colla Melosa a 1.545 m s.l.m. nel comune di Pigna sul versante sud-est Monte Grai (2.014 m s.l.m.) e poco lontano dal confine con la Francia e dallo spartiacque tra val Roia, val Nervia e valle Argentina.

## Storia
Nel 1947 a Bordighera venne fondata la sezione del CAI sotto la presidenza di Franco Allavena, e fin dall'inizio si iniziò a parlare della possibilità di costruire un rifugio alpino di proprietà della sezione, e venne così individuata una casermetta in località colle Melosa, da ristrutturare ed essere adibita a rifugio.
Il rifugio venne inaugurato nell'ottobre 1977 e intitolato alla figura di Allavena scomparso poco tempo prima. Venne inaugurata anche una pista di sci di fondo ad anello di 5 km di lunghezza, che alcuni anni dopo richiese la necessità di adeguamento delle strutture ricettive con la costruzione del Centro fondo "Caldi Nello". 
Contemporaneamente prese corpo il progetto di un nuovo rifugio sfruttando la caserma dismessa nelle immediate vicinanze dell'attuale rifugio Allavena che venne inaugurato il 3 settembre 1994.

## Accessi
Il rifugio è raggiungibile a piedi dagli abitati di Triora, lungo un sentiero di circa 4 ore, da Briga lungo un sentiero di 5 ore che tocca anche l'Alta Via dei Monti Liguri e da Buggio dove partono due sentieri che consentono di arrivare in circa 4 ore a colle Melosa e quindi al rifugio.
Il rifugio è comunque raggiungibile durante l'anno in automobile grazie a una strada asfaltata, che proviene dall'incrocio delle strade che salgono rispettivamente dalla val Nervia e dalla valle Argentina.

## Attività

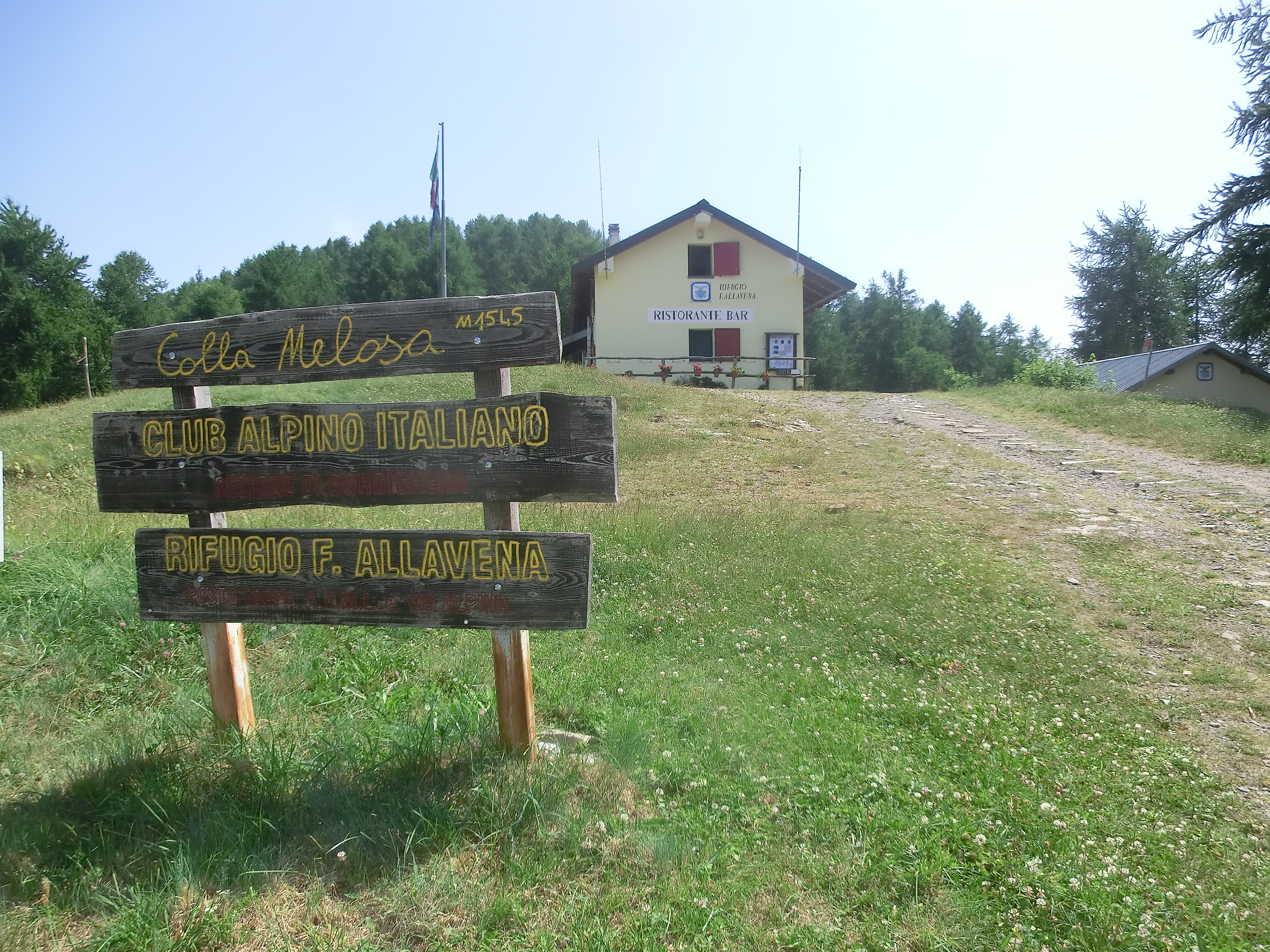
Il rifugio Allavena

Dal rifugio Allavena è possibile partire per compiere suggestive escursioni lungo il sentiero degli alpini sul monte Toraggio, si può percorrere l'Alta Via dei Monti Liguri che aggira a ovest il monte Pietravecchia verso il passo della Valletta oppure si può percorrere la gola dell'Incisa, un percorso attrezzato che richiede un minimo di esperienza alpinistica.
Altri sentieri percorrono monte Pietravecchia, monte Grai e per gli amanti di fortificazioni, dal rifugio Allavena è possibile seguire una vecchia strada militare che conduce alle fortificazioni del Vallo Alpino occidentale del Balcone di Marta (più grande complesso fortificato in caverna delle alpi occidentali) un suggestivo insieme di caserme e batterie rivolte verso il territorio francese costruite negli anni trenta, come seconda linea difensiva a protezione di un eventuale attacco francese durante la seconda guerra mondiale.
Il Sentiero degli Alpini è attualmente in condizioni precarie e chiuso in alcuni tratti per motivi di sicurezza a causa di molteplici frane nella zona del Monte Toraggio, seppur rimane percorribile in parte ed esistono sentieri alternativi per i tratti chiusi.